# Primera Autonómica Preferente de Castilla-La Mancha 2011-12
La Primera Autonómica Preferente de Castilla-La Mancha empezó el 28 de agosto de 2011 y terminó el 20 de mayo de 2012 con los play-off de ascenso.

## Sistema de competición
La Primera Autonómica Preferente de Castilla-La Mancha 2011/12 está organizada por la Federación de Fútbol de Castilla-La Mancha (FFCM).
Como en temporadas precedentes, la Preferente 2011/12 consta de dos grupos (los equipos son designados en uno u otro por la cercanía con los otros rivales) integrados por 18 clubes de toda Castilla-La Mancha. Siguiendo un sistema de liga, los 18 equipos se enfrentan todos contra todos en dos ocasiones -una en campo propio y otra en campo contrario- sumando un total de 34 jornadas. El orden de los encuentros se decidió por sorteo antes de empezar la competición.
La clasificación final se establecerá con arreglo a los puntos obtenidos en cada enfrentamiento, a razón de tres por partido ganado, uno por empatado y ninguno en caso de derrota. Si al finalizar el campeonato dos equipos igualasen a puntos, los mecanismos para desempatar la clasificación será los siguientes:
- El que tenga una mayor diferencia entre goles a favor y en contra en los enfrentamientos entre ambos.
- Si persiste el empate, se tendrá en cuenta la diferencia de goles a favor y en contra en los 2 partidos jugados entre ellos.

Si el empate a puntos es entre tres o más clubes, los sucesivos mecanismos de desempate serán los siguientes: 
- La mejor puntuación de la que a cada uno corresponda a tenor de los resultados de los partidos jugados entre sí por los clubes implicados.
- La mayor diferencia de goles a favor y en contra, considerando únicamente los partidos jugados entre sí por los clubes implicados.
- La mayor diferencia de goles a favor y en contra teniendo en cuenta todos los encuentros del campeonato.
- El mayor número de goles a favor teniendo en cuenta todos los encuentros del campeonato.

### Efectos de la clasificación
El primero de cada grupo será directamente ascendido a Tercera División para la próxima temporada. Los dos segundos jugarán un "play-off" por el ascenso, por lo que al final ascenderán tres equipos. Las plazas de estos equipos serán cubiertas la próxima temporada por los tres últimos clasificados del grupo XVIII, esta temporada, en Tercera División.
Por su parte, los cuatro últimos clasificados de cada grupo (puestos del 15º al 18º) serán descendidos a la Primera División Autonómica de Castilla-La Mancha.
Puede dar el caso, que asciendan más equipos a Segunda División B lo que provocaría que ascendieran más equipos de esta categoría para completar los 20 equipos de Tercera División.

### Coberturas de vacantes por renuncias y otras circunstancias
En tercera división se produjeron las vacantes del C.D. Toledo S.A.D. y La Roda C.F. por su ascenso a Segunda División “B”. Tales vacantes fueron cubiertas por el C.D. Puertollano “B” y C.F. Gimnástico Alcázar.
Las vacantes que en primera división preferente, a su vez, provocaron el C.D. Puertollano “B” y C.F. Gimnástico Alcázar, fueron ocupadas por Seseña y Pedroñeras (en este último caso le correspondía al C.F. Gerindote, pero renunció a su derecho).
Por su parte, el Aldea del Rey notificó su renuncia a participar en la categoría primera división preferente, circunstancia que, en aplicación del artículo 199 del Reglamento General de la Federación de Fútbol de Castilla-La Mancha, fue aceptada, provocando el descenso de dicho club a la categoría inmediata inferior y cubriéndose tal vacante por el U.D. Carrión. El día 26 de agosto y antes de comenzar el campeonato de Primera Preferente, el Comité de Competición de la Federación de Fútbol de Castilla-La Mancha decidió incoar un expediente disciplinario extraordinario por si diversas actuaciones del C.D.E. Chozas de Canales fueran susceptibles de contravenir la reglamentación vigente por lo tanto el club descendió a Primera Autonómica, siendo su plaza ocupada por el Sporting Cabanillas.

## Equipos participantes

### Grupo 1
| Equipo                                        | Ciudad               | Provincia   | Entrenador                                    | Estadio                             |
| --------------------------------------------- | -------------------- | ----------- | --------------------------------------------- | ----------------------------------- |
| UD Albacer                                    | Albacete             | Albacete    | Adrián Calonge Torralba                       | José Copete                         |
| Almagro CF                                    | Almagro              | Ciudad Real | Francisco José Martín Acevedo                 | Manuel Trujillo                     |
| Atlético Teresiano                            | Malagón              | Ciudad Real | Manuel Delgado de la Torre                    | Felix Barrero                       |
| UD Carrión                                    | Carrión de Calatrava | Ciudad Real | Vicente Arévalo Fernández                     | Nuestra Señora Encarnación          |
| CD Ciudad Real                                | Ciudad Real          | Ciudad Real | Javier Rafael Hernández Palomares             | Juan Carlos I                       |
| U.Criptanense                                 | Campo de Criptana    | Ciudad Real | León Pintado Aguilar                          | Agustín de la Fuente                |
| Daimiel CF                                    | Daimiel              | Ciudad Real | Raimundo Gómez del Pulgar Ramírez de Arellano | Nuestra Señora del Carmen/Municipal |
| Deportivo Barrax CF                           | Barrax               | Albacete    | Juan Antonio Jativa Cabañero                  | Manuel Lodares                      |
| CD Herencia                                   | Herencia             | Ciudad Real | Fulgencio Gómez Pozo                          | Municipal                           |
| CF La Solana                                  | La Solana            | Ciudad Real | Ángel Izquierdo Rodríguez                     | La Moheda                           |
| CD Miguelturreño                              | Miguelturra          | Ciudad Real | José Vicente Rojas Rivero                     | Municipal                           |
| CD Mota del Cuervo                            | Mota del Cuervo      | Cuenca      | Ignacio Galindo García                        | Municipal                           |
| Motilla CF                                    | Motilla del Palancar | Cuenca      | Manuel Martínez Herrero                       | El Carrascal                        |
| Munera CF                                     | Munera               | Albacete    | Ramón Pérez Pérez                             | Municipal                           |
| CD Pedroñeras                                 | Las Pedroñeras       | Cuenca      | José Luis Sepulveda Esteso                    | Municipal                           |
| CD Piedrabuena                                | Piedrabuena          | Ciudad Real | Manuel Fernández Díaz                         | El Olivar                           |
| UD Villamalea                                 | Villamalea           | Albacete    | Francisco Javier Vaquero Pallo                | La Pedriza                          |
| CDEEF Zona 5                                  | Albacete             | Albacete    | José Luis Fuentes López                       | José Copete                         |
| Datos actualizados a: 9 de noviembre de 2011. |                      |             |                                               |                                     |

### Grupo 2
| Equipo                                        | Ciudad               | Provincia   | Entrenador                          | Estadio                        |
| --------------------------------------------- | -------------------- | ----------- | ----------------------------------- | ------------------------------ |
| Atlético Consuegra                            | Consuegra            | Toledo      | Enrique Rodríguez del Álamo         | El Amarguillo                  |
| CD Azuqueca "B"                               | Azuqueca de Henares  | Guadalajara | Juan Alonso Merino                  | San Miguel                     |
| Dinamo de Guadalajara                         | Guadalajara          | Guadalajara | Ángel Custodio Rodríguez Montes     | Jerónimo Morena                |
| CD Fuensalida                                 | Fuensalida           | Toledo      | Alberto Martín Nombela              | Alejandro Gonzalez             |
| CD Guadalajara "B"                            | Guadalajara          | Guadalajara | José Alberto Arroyo Pareja          | Estadio Pedro Escartín (anexo) |
| ACDM Horche                                   | Horche               | Guadalajara | Alfonso Gutiérrez García            | San Roque                      |
| CD Illescas "B"                               | Illescas             | Toledo      | Francisco José González Vilches     | Municipal                      |
| Mora CF                                       | Mora                 | Toledo      | Carlos Tomás Viso Alonso            | Las Delicias                   |
| CD Noblejas                                   | Noblejas             | Toledo      | Ángel Luis García Muñoz             | Ángel Luengo                   |
| CD Sagreño                                    | Yuncler              | Toledo      | Manuel Rodríguez Martín             | Manuel Ferrer                  |
| AD San José Obrero                            | Cuenca               | Cuenca      | Esteban Moyá Jurado                 | Obispo Laplana                 |
| CD Sigüenza                                   | Sigüenza             | Guadalajara | Francisco Maestre Hidalgo           | La Salceda                     |
| AD Seseña CF                                  | Seseña               | Toledo      | Francisco Javier Dueñas López       | Municipal                      |
| Sporting Cabanillas                           | Cabanillas del Campo | Guadalajara | José Miguel Cerón López             | Municipal                      |
| CF Talavera de la Reina                       | Talavera de la Reina | Toledo      | Francisco José Sánchez Rodríguez    | Diego Mateo Zarra              |
| AD Torpedo 66                                 | Cebolla              | Toledo      | Juan José Rodríguez Berraco         | Municipal                      |
| CD Villacañas                                 | Villacañas           | Toledo      | Juan luis Recuero Villafranca       | Las Pirámides                  |
| CD Yuncos                                     | Yuncos               | Toledo      | Maximiliano Manuel Medina Fernández | Complejo Villa de Yuncos       |
| Datos actualizados a: 9 de noviembre de 2011. |                      |             |                                     |                                |

### Equipos por provincias
| Provincia   | N.º | Equipos |
| ----------- | --- | --- |
| Toledo      | 11  | At. Consuegra, CD Fuensalida, CD Illescas B, Mora CF, CD Noblejas, CD Sagreño, AD Seseña CF, CF Talavera, AD Torpedo 66, CD Villacañas, CD Yuncos (Grupo II) |
| Ciudad Real | 10  | Almagro CF, Atlético Teresiano, UD Carrión, CD Ciudad Real, U.Criptanense, Daimiel CF, CD Herencia, CF La Solana, CD Miguelturreño, CD Piedrabuena (Grupo I) |
| Guadalajara | 6   | CD Azuqueca B, Dinamo de Guadalajara, CD Guadalajara B, ACDM Horche, CD Sigüenza, Sporting Cabanillas (Grupo II)                                             |
| Albacete    | 5   | UD Albacer, Deportivo Barrax CF, Munera CF, UD Villamalea, CDEEF Zona 5 (Grupo I)                                                                            |
| Cuenca      | 4   | CD Mota del Cuervo, Motilla CF, CD Pedroñeras (Grupo I), AD San José Obrero (Grupo II)                                                                       |

## Resultados y clasificaciones

### Grupo 1

#### Clasificación
|  |     | Equipo              | PJ | Pts | G  | E  | P  | GF | GC | Dif |
|  | --- | ------------------- | -- | --- | -- | -- | -- | -- | -- | --- |
|  | 1.  | CD Ciudad Real      | 34 | 71  | 23 | 2  | 9  | 78 | 33 | 45  |
|  | 2.  | Daimiel CF          | 34 | 64  | 19 | 7  | 8  | 65 | 33 | 32  |
|  | 3.  | Almagro CF          | 34 | 64  | 19 | 7  | 8  | 57 | 31 | 26  |
|  | 4.  | CF La Solana        | 34 | 57  | 16 | 9  | 9  | 62 | 47 | 15  |
|  | 5.  | CD Pedroñeras       | 34 | 55  | 16 | 7  | 11 | 46 | 33 | 13  |
|  | 6.  | CD Piedrabuena      | 34 | 54  | 16 | 6  | 12 | 58 | 45 | 13  |
|  | 7.  | CD Mota del Cuervo  | 34 | 50  | 15 | 5  | 14 | 54 | 48 | 6   |
|  | 8.  | At. Teresiano       | 34 | 50  | 14 | 8  | 12 | 51 | 51 | 0   |
|  | 9.  | CD Herencia         | 34 | 49  | 15 | 4  | 15 | 58 | 59 | -1  |
|  | 10. | Motilla CF          | 34 | 49  | 15 | 4  | 15 | 52 | 60 | -8  |
|  | 11. | CDEEF Zona5         | 34 | 48  | 14 | 6  | 14 | 67 | 47 | 20  |
|  | 12. | Munera CF           | 34 | 46  | 12 | 10 | 12 | 44 | 53 | -9  |
|  | 13. | UD Carrión          | 34 | 44  | 13 | 5  | 16 | 42 | 51 | -9  |
|  | 14. | CD Miguelturreño    | 34 | 42  | 12 | 6  | 16 | 42 | 52 | -10 |
|  | 15. | UD Villamalea       | 34 | 37  | 10 | 7  | 17 | 45 | 63 | -18 |
|  | 16. | CDU Criptanense     | 34 | 35  | 9  | 8  | 17 | 52 | 66 | -14 |
|  | 17. | UD Albacer          | 34 | 24  | 5  | 9  | 20 | 27 | 65 | -38 |
|  | 18. | Deportivo Barrax CF | 34 | 23  | 7  | 2  | 25 | 35 | 98 | -63 |

Pts = Puntos; PJ = Partidos Jugados; G = Partidos Ganados; E = Partidos Empatados; P = Partidos Perdidos; GF = Goles Anotados; GC = Goles Recibidos; Dif = Diferencia de goles
|  | Equipo ascendido a Tercera División.                    |
|  | Clasificado para playoff de ascenso a Tercera División. |
|  | Desciende a Primera Autonómica.                         |

#### Resultados
Las columnas (de arriba a abajo) son para los partidos que juegan fuera y las filas (de izquierda a derecha) son para los partidos que juegan en casa.
|                     | Alb | Alm | AtT | Car | CiR | UCr | Dai | DBa | Her | LSo | Mig | MoC | Mot | Mun | Ped | Pie | Vil | Zo5 |
| UD Albacer          |     | 1:1 | 0:2 | 1:2 | 0:3 | 1:0 | 1:4 | 0:1 | 4:3 | 1:1 | 0:2 | 2:2 | 0:0 | 1:1 | 0:0 | 0:3 | 2:2 | 1:0 |
| Almagro CF          | 5:0 |     | 1:1 | 2:1 | 2:1 | 2:0 | 1:1 | 3:1 | 1:0 | 3:1 | 2:1 | 2:0 | 3:1 | 0:1 | 2:1 | 2:0 | 2:2 | 1:0 |
| At. Teresiano       | 2:1 | 0:3 |     | 1:1 | 4:0 | 2:1 | 2:1 | 1:0 | 3:1 | 1:1 | 2:2 | 1:2 | 1:2 | 1:1 | 0:2 | 1:2 | 3:0 | 2:1 |
| UD Carrión          | 2:0 | 0:2 | 1:1 |     | 0:3 | 2:0 | 3:1 | 6:3 | 1:2 | 2:0 | 3:0 | 2:1 | 2:3 | 0:2 | 2:1 | 1:0 | 2:1 | 1:1 |
| CD Ciudad Real      | 3:0 | 1:0 | 4:0 | 1:0 |     | 3:1 | 5:2 | 7:0 | 5:1 | 7:3 | 2:0 | 0:1 | 4:0 | 4:0 | 2:3 | 3:0 | 2:0 | 3:3 |
| CDU Criptanense     | 1:2 | 0:1 | 2:3 | 0:2 | 1:2 |     | 1:1 | 4:1 | 2:2 | 2:2 | 1:2 | 3:2 | 1:2 | 4:3 | 2:1 | 2:1 | 2:2 | 1:3 |
| Daimiel CF          | 3:0 | 1:0 | 1:1 | 4:0 | 1:0 | 2:2 |     | 4:0 | 1:0 | 1:0 | 1:0 | 2:1 | 5:0 | 1:1 | 0:1 | 2:1 | 5:0 | 1:3 |
| Deportivo Barrax CF | 1:0 | 1:5 | 2:3 | 1:0 | 0:4 | 1:2 | 0:4 |     | 1:3 | 1:5 | 0:3 | 1:2 | 0:5 | 3:1 | 0:0 | 2:1 | 4:3 | 3:5 |
| CD Herencia         | 1:0 | 3:1 | 2:0 | 3:1 | 0:1 | 2:4 | 0:2 | 1:0 |     | 0:2 | 1:1 | 2:0 | 3:2 | 3:4 | 2:0 | 1:5 | 4:1 | 2:5 |
| CF La Solana        | 2:3 | 1:1 | 2:1 | 3:0 | 2:0 | 4:2 | 1:1 | 3:0 | 1:1 |     | 2:1 | 2:2 | 0:1 | 1:2 | 1:0 | 3:0 | 4:3 | 2:1 |
| CD Miguelturreño    | 3:1 | 1:1 | 1:2 | 2:1 | 3:0 | 2:4 | 0:1 | 0:1 | 2:1 | 2:1 |     | 2:1 | 1:4 | 1:1 | 2:1 | 2:4 | 0:3 | 1:1 |
| CD Mota del Cuervo  | 2:1 | 1:0 | 1:1 | 3:0 | 0:1 | 4:0 | 2:0 | 6:1 | 0:3 | 1:2 | 0:2 |     | 1:0 | 2:0 | 2:1 | 2:1 | 2:3 | 5:2 |
| Motilla CF          | 4:1 | 1:4 | 3:0 | 2:0 | 2:1 | 4:2 | 1:6 | 4:1 | 2:3 | 0:3 | 0:1 | 1:2 |     | 1:0 | 0:0 | 1:1 | 1:0 | 0:5 |
| Munera CF           | 1:0 | 2:2 | 0:3 | 0:0 | 1:0 | 1:1 | 0:2 | 4:0 | 1:4 | 1:1 | 4:0 | 1:1 | 2:1 |     | 2:1 | 2:1 | 0:2 | 1:0 |
| CD Pedroñeras       | 3:1 | 2:0 | 3:0 | 1:0 | 1:2 | 2:0 | 2:1 | 2:1 | 1:0 | 1:1 | 1:0 | 1:1 | 0:0 | 4:2 |     | 2:0 | 4:1 | 1:0 |
| CD Piedrabuena      | 1:1 | 3:1 | 2:1 | 2:2 | 1:1 | 1:1 | 3:1 | 2:1 | 0:2 | 3:1 | 2:2 | 3:1 | 2:0 | 4:1 | 2:0 |     | 3:0 | 1:0 |
| UD Villamalea       | 1:1 | 1:0 | 2:3 | 0:1 | 1:2 | 0:2 | 0:0 | 2:2 | 0:0 | 1:2 | 1:0 | 2:1 | 1:4 | 3:0 | 2:1 | 2:1 |     | 1:3 |
| CDEEF Zona5         | 3:0 | 0:1 | 3:2 | 4:1 | 0:1 | 1:1 | 1:2 | 3:1 | 5:2 | 1:2 | 2:0 | 3:0 | 4:0 | 1:1 | 2:2 | 1:2 | 0:1 |     |

|  | El equipo local ganó el partido.   |
|  | El partido terminó en empate.      |
|  | El equipo local perdió el partido. |

### Grupo 2

#### Clasificación
|  |     | Equipo                  | PJ | Pts | G  | E | P  | GF | GC | Dif |
|  | --- | ----------------------- | -- | --- | -- | - | -- | -- | -- | --- |
|  | 1.  | Mora CF                 | 34 | 94  | 31 | 1 | 2  | 82 | 15 | 67  |
|  | 2.  | CF Talavera de la Reina | 34 | 87  | 28 | 3 | 3  | 99 | 26 | 73  |
|  | 3.  | CD Noblejas             | 34 | 66  | 20 | 6 | 8  | 66 | 39 | 27  |
|  | 4.  | AD San José Obrero      | 34 | 65  | 19 | 8 | 7  | 76 | 39 | 37  |
|  | 5.  | CD Guadalajara "B"      | 34 | 63  | 18 | 9 | 7  | 57 | 33 | 24  |
|  | 6.  | CD Yuncos               | 34 | 58  | 17 | 7 | 10 | 47 | 31 | 16  |
|  | 7.  | CD Villacañas           | 34 | 58  | 17 | 7 | 10 | 48 | 37 | 11  |
|  | 8.  | AD Torpedo 66           | 34 | 51  | 14 | 9 | 11 | 58 | 36 | 22  |
|  | 9.  | AD Seseña CF            | 34 | 46  | 13 | 7 | 14 | 58 | 56 | 2   |
|  | 10. | CD Sigüenza             | 34 | 44  | 12 | 8 | 14 | 51 | 58 | -7  |
|  | 11. | ACDM Horche             | 34 | 39  | 12 | 6 | 16 | 51 | 69 | -18 |
|  | 12. | CD Illescas "B"         | 34 | 37  | 10 | 7 | 17 | 40 | 47 | -7  |
|  | 13. | Dinamo de Guadalajara   | 34 | 35  | 11 | 2 | 21 | 41 | 76 | -35 |
|  | 14. | CD Sagreño Yuncler      | 34 | 32  | 8  | 8 | 18 | 33 | 52 | -19 |
|  | 15. | CD Azuqueca "B"         | 34 | 27  | 7  | 6 | 21 | 40 | 77 | -37 |
|  | 16. | Sporting Cabanillas     | 34 | 25  | 6  | 7 | 21 | 33 | 81 | -48 |
|  | 17. | At. Consuegra           | 34 | 19  | 6  | 3 | 25 | 21 | 67 | -46 |
|  | 18. | CD Fuensalida           | 34 | 13  | 3  | 4 | 27 | 25 | 87 | -62 |

Pts = Puntos; PJ = Partidos Jugados; G = Partidos Ganados; E = Partidos Empatados; P = Partidos Perdidos; GF = Goles Anotados; GC = Goles Recibidos; Dif = Diferencia de goles
|  | Equipo ascendido a Tercera División.                    |
|  | Clasificado para playoff de ascenso a Tercera División. |
|  | Desciende a Primera Autonómica.                         |

#### Resultados
Las columnas (de arriba a abajo) son para los partidos que juegan fuera y las filas (de izquierda a derecha) son para los partidos que juegan en casa.
|                         | ACO | AZB | DGU | CDF | GUB | HOR | ILB | MCF | CDN | CDS | SJO | SIG | ADS | SCA | CFT | ADT | CDV | CDY |
| At. Consuegra           |     | 2:0 | 0:2 | 1:4 | 3:0 | 2:1 | 0:3 | 0:2 | 0:2 | 0:0 | 1:2 | 0:1 | 0:2 | 2:0 | 2:2 | 0:3 | 0:2 | 1:0 |
| CD Azuqueca "B"         | 3:0 |     | 1:3 | 1:1 | 1:4 | 1:3 | 3:1 | 0:1 | 1:3 | 2:0 | 4:4 | 2:3 | 0:4 | 1:4 | 0:4 | 1:1 | 0:1 | 0:1 |
| Dinamo de Guadalajara   | 3:1 | 1:3 |     | 3:1 | 0:1 | 1:4 | 2:0 | 0:3 | 2:1 | 0:2 | 2:2 | 3:0 | 1:2 | 2:1 | 1:6 | 0:0 | 0:3 | 2:1 |
| CD Fuensalida           | 0:1 | 2:3 | 1:2 |     | 0:1 | 1:1 | 2:2 | 1:2 | 0:1 | 0:1 | 0:3 | 3:0 | 3:0 | 1:2 | 0:6 | 1:6 | 1:2 | 1:0 |
| CD Guadalajara "B"      | 3:0 | 3:0 | 2:1 | 8:0 |     | 2:0 | 3:2 | 0:2 | 0:0 | 3:0 | 2:2 | 2:1 | 2:1 | 3:0 | 0:0 | 2:1 | 0:0 | 0:1 |
| ACDM Horche             | 2:0 | 1:0 | 2:1 | 3:1 | 0:1 |     | 2:0 | 0:4 | 0:1 | 2:1 | 0:3 | 3:3 | 1:3 | 4:0 | 1:6 | 3:1 | 3:3 | 0:3 |
| CD Illescas "B"         | 0:0 | 1:1 | 1:0 | 1:0 | 1:2 | 4:1 |     | 0:2 | 1:1 | 0:0 | 1:0 | 1:1 | 2:0 | 2:1 | 2:3 | 2:1 | 0:1 | 2:0 |
| Mora CF                 | 3:2 | 6:0 | 2:0 | 1:0 | 5:0 | 4:0 | 1:0 |     | 3:0 | 3:0 | 3:1 | 3:0 | 4:0 | 3:0 | 2:0 | 1:0 | 5:0 | 2:1 |
| CD Noblejas             | 1:0 | 3:1 | 9:0 | 3:0 | 0:0 | 4:2 | 4:3 | 1:2 |     | 3:1 | 1:2 | 4:2 | 2:1 | 3:1 | 3:2 | 1:1 | 3:1 | 2:1 |
| CD Sagreño Yuncler      | 2:0 | 1:1 | 5:1 | 2:0 | 1:1 | 0:1 | 0:2 | 0:1 | 0:2 |     | 1:2 | 1:2 | 0:0 | 2:2 | 1:3 | 2:2 | 1:0 | 0:2 |
| AD San José Obrero      | 6:1 | 5:1 | 3:0 | 4:0 | 1:0 | 1:1 | 2:1 | 1:2 | 0:1 | 3:1 |     | 4:0 | 6:1 | 4:0 | 2:1 | 1:1 | 1:1 | 2:2 |
| CD Sigüenza             | 2:1 | 0:0 | 3:1 | 4:0 | 2:1 | 1:1 | 1:3 | 1:4 | 4:1 | 2:0 | 1:2 |     | 5:1 | 0:0 | 0:1 | 3:2 | 2:4 | 2:0 |
| AD Seseña CF            | 2:0 | 2:3 | 7:1 | 6:1 | 3:3 | 2:2 | 1:1 | 1:2 | 1:1 | 0:2 | 1:0 | 0:1 |     | 3:0 | 0:3 | 4:3 | 0:0 | 2:4 |
| Sporting Cabanillas     | 2:1 | 1:3 | 1:4 | 3:2 | 1:2 | 3:2 | 2:1 | 1:2 | 1:1 | 2:2 | 1:4 | 0:0 | 1:3 |     | 0:2 | 1:4 | 1:1 | 0:0 |
| CF Talavera de la Reina | 6:0 | 4:0 | 2:1 | 5:0 | 3:2 | 5:0 | 1:0 | 2:1 | 2:1 | 5:1 | 3:1 | 2:1 | 3:0 | 8:1 |     | 1:0 | 3:1 | 2:1 |
| AD Torpedo 66           | 4:0 | 2:1 | 2:0 | 4:0 | 2:2 | 3:1 | 3:0 | 0:0 | 1:2 | 0:1 | 1:0 | 2:1 | 1:1 | 1:0 | 0:1 |     | 3:1 | 1:1 |
| CD Villacañas           | 1:0 | 2:0 | 3:1 | 1:1 | 1:0 | 0:1 | 2:0 | 3:0 | 2:1 | 2:1 | 2:1 | 2:2 | 1:0 | 4:0 | 1:2 | 0:3 |     | 0:1 |
| CD Yuncos               | 1:0 | 3:2 | 1:0 | 1:0 | 0:0 | 4:2 | 3:1 | 0:1 | 1:0 | 3:1 | 2:2 | 2:2 | 0:1 | 5:0 | 0:0 | 1:0 | 1:0 |     |

|  | El equipo local ganó el partido.   |
|  | El partido terminó en empate.      |
|  | El equipo local perdió el partido. |

## Play-Off de ascenso a Tercera División
| Ida; 13 de mayo de 2012, 17:30 (CEST) | Daimiel CF                    | 1:2 (1:1) | CF Talavera de la Reina              | Estadio municipal de Daimiel, Daimiel                         |                                                               |
|                                       | Francisco Javier Tallante 45' | Reporte   | Borja Lafuerza 23' · Raúl Manasé 57' | Asistencia: 800 espectadores Árbitro(s): Rubén Ruipérez Marín | Asistencia: 800 espectadores Árbitro(s): Rubén Ruipérez Marín |

| Vuelta; 20 de mayo de 2012, 18:04 (CEST) | CF Talavera de la Reina | 1:0 (0:0) | Daimiel CF | Estadio El Prado, Talavera de la Reina                        |                                                               |
|                                          | David Timón 94'         | Reporte   |            | Asistencia: 2 000 espectadores Árbitro(s): Borja Cuevas López | Asistencia: 2 000 espectadores Árbitro(s): Borja Cuevas López |

| Asciende a Tercera División CF Talavera de la Reina |